# Manuel Felipe Díaz Sánchez

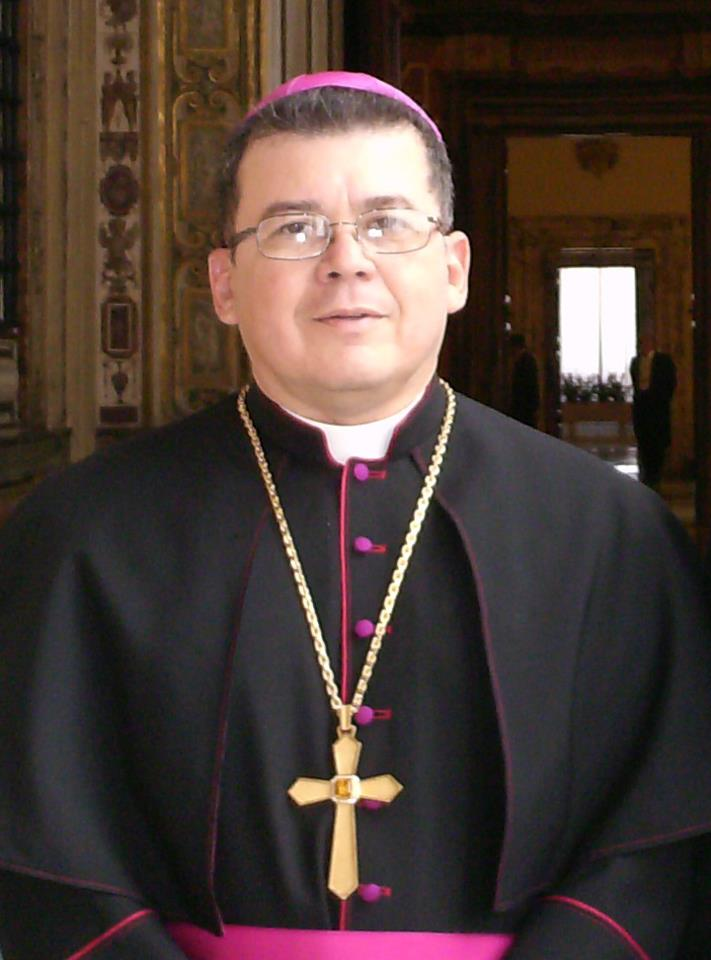
Manuel Felipe Díaz Sánchez

Manuel Felipe Díaz Sánchez (* 5. Mai 1955 in Araure) ist Erzbischof von Calabozo.

## Leben
Manuel Felipe Díaz Sánchez empfing am 14. Juli 1979 die Priesterweihe. Johannes Paul II. ernannte ihn am 27. Februar 1997 zum Weihbischof in Cumaná und Titularbischof von Sitifis.
Die Bischofsweihe spendete ihm der Erzbischof von Cumaná, Alfredo José Rodríguez Figueroa, am 24. Mai desselben Jahres; Mitkonsekratoren waren Tulio Manuel Chirivella Varela, Erzbischof von Barquisimeto, und Eduardo Herrera Riera, Bischof von Carora.
Am 4. April 2000 wurde er zum Bischof von Carúpano ernannt. Papst Benedikt XVI. ernannte ihn am 10. Dezember 2008 zum Erzbischof von Calabozo.